# Amorphicola amorphae
Amorphicola amorphae är en insektsart som först beskrevs av Mally 1894.  Amorphicola amorphae ingår i släktet Amorphicola och familjen rundbladloppor. Inga underarter finns listade i Catalogue of Life.